# Isidor II
Isidor II Xantopoulos (en grec Ἰσίδωρος Β' Ξανθόπουλος) va ser patriarca de Constantinoble des de l'any 1456, quan el seu antecessor Gennadi II de Constantinoble va dimitir, fins al 31 de març de 1462, quan va morir.
La seva elecció es va fer quan ja els otomans ocupaven Constantinoble, amb el vist i plau del soldà Mehmet II, que va fer els regals habituals.
No es coneixen els detalls del seu mandat, excepte una carta dirigida als cristians ortodoxos de Venècia.